# 韩江平
韩江平（1962年10月4日—），男，籍贯不详，中国政治人物。曾任中国国家铁路集团有限公司总经济师兼办公厅主任。

## 生平
2006年9月，任铁道部办公厅（政治部办公室）副主任兼部长办公室（铁道部应急管理办公室）主任。2008年9月，任铁道部办公厅（政治部办公室）主任。2009年3月，任哈尔滨铁路局党委书记。2011年8月17日，接替因在“7·23”甬温线特别重大铁路交通事故新闻发布会表现不佳的王勇平，担任铁道部政治部宣传部部长、新闻发言人。2013年3月国务院机构改革后，继续出任中国铁路总公司宣传部部长。2016年，任中国铁路总公司办公厅主任。2019年6月，中国国家铁路集团有限公司成立后，任总经济师兼办公厅主任。2023年，任中国国家铁路集团有限公司主题教育第三巡回指导组组长。